# Andrea Maffei

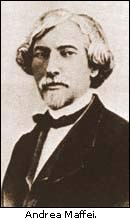
Andrea Maffei

Andrea Maffei (* 19. April 1798 in Molina di Ledro; † 27. November 1885 in Mailand) war ein italienischer Dichter.

## Leben
Maffei bewährte sich vor allem als Übersetzer deutscher Dichter. Bemerkenswert waren seine hervorragenden Interpretationen der Dramen Friedrich Schillers im Jahr 1827. Maffei übersetzte auch Johann Wolfgang von Goethes Faust und Hermann und Dorothea, Salomon Gessners Idyllen, Franz Grillparzers Medea, Heinrich Heines Almansor und Ratcliff. Zu seinen Übertragungen aus dem Englischen gehören John Miltons Paradise Lost, Lord Byrons Kain, Gedichte von Thomas Moore und ein paar Dramen von Shakespeare.
Maffei selbst schrieb Gedichte, darunter Arte, affetti, fantasie (1864) und Opernlibretti, darunter 1847 die Texte zu Macbeth und I masnadieri für Giuseppe Verdi.